# 牛宿增十
牛宿增十，即HD 192310、摩羯座5 G.（5 G. Capricorni）、葛利斯785（Gliese 785） ，又名CD-2714659、SAO 189065、HR 7722，是一颗位於摩羯座的恒星，视星等为5.73，位于銀經15.62，銀緯-29.38，其B1900.0坐标为赤經20h 9m 3.1s，赤緯-27° -29.38′ 53″。該恆星距離地球29光年，肉眼可見。雖然它被認為是變星，但尚未確認。

## 物理性質
牛宿增十的質量大約是太陽的78%，光度基於不同的測定方式，在太陽的79%到85%之間。該恆星較太陽年老，大約是75到89億年，金屬量大約與太陽相當。
牛宿增十的空間速度分量是（U, V, W）= (–69, –13, –14) km/s。而它環繞銀河系中心軌道的離心率是0.18，和銀河系中心的距離是8.1 kpc。

## 行星系
該恆星於2010年發現一顆質量相當於海王星的行星HD 192310 b，第二顆行星HD 192310 c則是於2011年使用高精度徑向速度行星搜索器的 GTO 程式和HD 85512 b以及天园增三的行星一起發現。第二顆行星因為缺乏它的完整軌道資料，其質量不確定性遠高於第一顆。這兩顆行星的組成可能和海王星類似，並且分別位於母恆星的適居帶內側和外側邊緣以外。
| 成員 (依恆星距離) | 质量           | 半長軸 (AU)  | 轨道周期 (天) | 離心率      | 傾角 | 半径 |
| ----------------- | -------------- | ------------ | ------------- | ----------- | ---- | ---- |
| b                 | ≥16.9 ± 0.9 M⊕ | 0.32 ± 0.005 | 74.72         | 0.13 ± 0.04 | —    | —    |
| c                 | ≥24 ± 5 M⊕     | 1.18 ± 0.025 | 525.8 ± 9.2   | 0.32 ± 0.11 | —    | —    |

## 外部連結
- . SolStation.   [2007-05-11]. （原始内容存档于2012-04-03）.